# Штейнберг, Ницан
Ницан Штейнберг (ивр. ניצן שטיינברג‎; род. 12 января 1998, Хайфа) — израильский шахматист, гроссмейстер (2017).
Представлял Израиль на командных юношеских первенствах Европы 2015 и 2016 годов, оба раза выступал на 2-й доске. В 2016 году завоевал со сборной чемпионское звание, а также занял индивидуальное первое место на своей доске. В индивидуальном чемпионате Израиля 2016 года показал лучший результат (6 из 9) вместе с ещё четырьмя соперниками, но по дополнительным показателям остался пятым.
До 2019 года выступал за шахматный клуб «Хапоэль» (Петах-Тиква), бронзовый призёр клубного чемпионата Израиля 2018 года. С 2020 года — игрок шахматного клуба имени Элияху Леванта (Беэр-Шева), серебряный призёр клубного первенства Израиля 2020 и чемпион в 2021—2023 годах.

## Спортивные результаты
| Год       | Город       | Турнир                                            | + | − | = | Результат | Место  |
| --------- | ----------- | ------------------------------------------------- | - | - | - | --------- | ------ |
| 2012      | Пардубице   | «Czech Open 2012 - A - GM open»                   | 5 | 2 | 2 | 6 из 9    | [ 6 ]  |
|           | Петах-Тиква | «3nd Intl. Festival Petach Tikva 2012 GM»         | 2 | 2 | 5 | 4½ из 9   | [ 7 ]  |
| 2012/2013 |             | Командный чемпионат Израиля                       | 4 | 2 | 5 | 6½ из 11  | [ 8 ]  |
| 2016      | Тверия      | Чемпионат Израиля                                 | 4 | 1 | 4 | 6 из 9    | 1—5    |
| 2017      |             | Командный чемпионат Израиля                       | 6 | 1 | 4 | 8 из 11   | [ 9 ]  |
|           | Гибралтар   | «Tradewise Gibraltar Chess Festival 2017 Masters» | 5 | 2 | 3 | 6½ из 10  | [ 10 ] |
|           | Минск       | Чемпионат Европы                                  | 5 | 2 | 4 | 7 из 11   | [ 11 ] |

## Изменения рейтинга
| Графики недоступны из-за технических проблем. См. информацию на Фабрикаторе и на mediawiki.org. |